# Vélodrome André-Pétrieux
Pour les articles homonymes, voir Vélodrome de Roubaix.
Le vélodrome André-Pétrieux, ou vélodrome de Roubaix, est un vélodrome situé à Roubaix (Nord), en France. Il a été inauguré en 1936 et se trouve à l'est de la ville, entre l'avenue Roger-Salengro et l'avenue du Parc-des-Sports. Il est connu pour être la ligne d'arrivée du Paris-Roubaix.

## Historique
Il succède au premier vélodrome roubaisien, inauguré le 9 juin 1895 et détruit en 1924, et qui avait accueilli Paris-Roubaix de sa création jusqu'en 1914.
André Pétrieux père était le patron d'un bar situé à l'angle des rues Jules-Guesde et de Lannoy : « Chez Pétrieux »,. Il est également l'un des créateurs du Vélo-Club. Son fils, également nommé André Pétrieux fut adjoint aux sports de la ville de Roubaix. Selon l'élu local Henri Planckaert, également ami personnel d'André Pétrieux fils : « André Pétrieux, le Vélodrome porte le nom du père et du fils, même si pour moi c'est surtout pour le fils. »

## Structures
Le vélodrome dispose des équipements suivants :
- une piste de cyclisme sur piste en béton d'une longueur de 499,75 m, de 6 m de large et des virages inclinés à 15,4°[5],[6].
- un terrain de rugby synthétique qui accueille les matchs du Rugby club de Roubaix.

## Compétitions accueillies
Le vélodrome de Roubaix est le lieu d'arrivée du Paris-Roubaix travailliste dès 1936, puis de Paris-Roubaix à partir de 1943, à l'exception des éditions 1986 à 1988.
Le vélodrome de Roubaix a également accueilli les championnats de France de cyclisme sur piste en 1966 et 1971. Il est depuis 2006 le cadre d'une course de cyclo-cross disputée en janvier et devenue une manche de la coupe du monde de cyclo-cross en 2008-2009, 2009-2010 et 2012-2013.